# والتر إسترادا
والتر إسترادا (بالإسبانية: Walter Estrada)‏ (6 مايو 1976 - ) هو ملاكم كولومبي، صنّف ضمن فئة وزن الريشة ‏.

## روابط خارجية
- والتر إسترادا على موقع بوكس ريك (الإنجليزية) (registration required)